# Millingen aan de Rijn

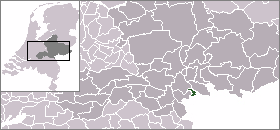
Millingen aan de Rijns läge

Millingen aan de Rijn är en historisk kommun i provinsen Gelderland i Nederländerna. Kommunens totala area är 10,32 km² (där 1,65 km² är vatten) och invånarantalet är på 5 888 invånare (2005).